# Billet de 10 francs Voltaire
Pour les articles homonymes, voir 10 francs.
Recto
Verso
Chronologie
10 nouveaux francs Richelieu 10 francs Berlioz
Le 10 francs Voltaire est un billet de banque français créé le 4 janvier 1963, émis à partir du 2 janvier 1964 jusqu'au 6 décembre 1973 par la Banque de France en remplacement du 10 nouveaux francs Richelieu. Le 10 francs Voltaire sera remplacé par le 10 francs Berlioz à partir de 1974 et fut privé de cours légal le 15 septembre 1986. Son tirage total est de 2 402 500 000 exemplaires.

## Description
Peint par Jean Lefeuvre et gravé par Gilbert Poilliot & Jules Piel, Voltaire est représenté avec perruque et plume en main (d'après un mixte entre une gravure de Vivant Denon, une esquisse de Jean-Antoine Houdon et un pastel de Quentin de La Tour). 
Au recto, il est chez lui, à Paris, au bord de la Seine en l'Hôtel de Villette, sur le quai qui porte de nos jours son nom. Au fond on aperçoit accolé au Palais des Tuileries le Pavillon de Flore du Palais du Louvre d'après la peinture de Nicolas-Jean-Baptiste Raguenet intitulée Palais des Tuileries vu du quai d'Orsay (1757). 
Au verso du billet, l'écrivain est représenté au Château de Cirey à Cirey-sur-Blaise en Haute-Marne, domaine de son amie la Marquise du Châtelet, une image exécutée d'après une lithographie d’Isidore Deroy laquelle reproduit un dessin de François-Edmée Ricois conservé au Cabinet des estampes de la Bibliothèque nationale.
Le projet d'origine qui fut commandé à Lefeuvre le 25 septembre 1957 portait sur une valeur de 10 000 francs.
Dans le filigrane apparaît la tête de Voltaire tournée de trois quarts mais sans perruque, qui s'inspire du buste réalisé par Jean-Antoine Houdon en 1778 (Musée des beaux-arts d'Angers).
Les dimensions du billet sont de 149 mm x 80 mm.

## Remarques
L'artiste brésilien Cildo Meireles a réalisé une œuvre graphique conservée au Centre Pompidou, à Paris : Insertions en circuits idéologiques: Projets billets de banque, mai 1970. Dans cette image on voit divers billets de banque, surchargés de textes, dont le 10 francs Voltaire. Paraissant sortir de la bouche de l'auteur, on lit : Yankees go home !.